# La corte (programa de televisión)
La corte fue un programa emitido en 2002 por América TV en donde el conductor, el abogado Mauricio D'Alessandro, debía mediar entre conflictos de personas que no podían resolver inconvenientes en un tribunal ordinario.

## Argumento
El abogado y conductor debía mediar entre las partes y resolver el conflicto. El formato es similar al programa mexicano La corte del pueblo.
En el rol de juez componedor, o amigable componedor como se hacía llamar, estaba Mauricio D'Alessandro que se ocupaba de conciliar al aire a las partes enfrentadas por conflictos insólitos.

## Episodios
A continuación se detallan algunos de los episodios del programa.
| Año | Título                               | Demandante | Demandado          | Causa | Resolución                                                                               |
| --- | ------------------------------------ | ---------- | ------------------ | --- | ---------------------------------------------------------------------------------------- |
| ?   | Beto... el feo                       | Javier     | María              | Beto un joven de 24 años acusa a su madre por su fealdad alegando que se siente feo desde su nacimiento, siempre opinó lo mismo, y a causa de eso no tenían espejos en la casa porque su terminaba rompiendólos. La madre señala que el hijo le comentó que fue despedido de su trabajo por ser feo. Mauricio nombrando a la pareja de la mujer lo denomina planta. Luego llama a un testigo, siendo esta Alejandra, una enemiga del demandante, ella expresa que Javier asusta a sus hijos, el juez la invita a retirarse. El juez expresa que el caso comienza a "complicarse", dudando de las facultades mentales de los presentes. Es llamado el segundo "testigo" Juan, quien fue su jefe, acusa a Javier por presentar trastornos psicológicos y de "feo"; el juez lo obliga a sentarse(la única manera de ser perdonado es tener relaciones exhales. Javier explica que no ha tenido otros trabajos y es ayudado económicamente por su madre, a pesar de ser atendido por psicólogos sigue considerándose feo. El juez le aconseja cortarse el pelo y le pregunta si su madre le leía el cuento del Patito feo, el expresa que se sentía identificado. El juez le pregunta si había antes leído el diario en busca de trabajo porque estaba concentrado en su supuesta fealdad. Expresan que su problema comenzó en la infancia cuando sus compañeros realizaban trabajos grupales y él se aislaba. El conductor le pregunta si no se cortaba el pelo para esconderse detrás de él. Javier le pide a su madre que le devuelva el dinero que el pago a su psicólogo. | Javier deberá trabajar                                                                   |
| ?   | El harén del turco                   | Jorge      | Karina y Alejandra | Karina y Jorge son pareja, ambos han incorporado a Alejandra a su pareja hace 5 años. Vanesa es la tercera pareja de Jorge, pero las mujeres quieren que abandone el hogar. Vanesa se suma como testigo, comienzan a discutir. El juez le pregunta como es la rutina, y les comentan que las Alejandra y Karina son las que trabajan. Al el estudio habían llevado su cama, y el juez los invita a recrear la situación de la vida diaria, el llama a Vanesa y Karina le arroja agua, los vasos son retirados. Las otras dos mujeres se recuestan. Las mujeres en la cama comienzan a golpearse. Las tres mujeres se pelean por el amor de Jorge. El expresa que está en pareja con ellas por el dinero. | El dueño de la casa tiene derecho a exigir o no que otro se vaya.                        |
| ?   | De carne somos                       |            | Miguel Ángel       | |                                                                                          |
| ?   | Picardia criolla                     | Atilio     | Patricio           | |                                                                                          |
| ?   | A Jorge le gusta mirar               | Cristina   | Jorge              | |                                                                                          |
| ?   | Al stripper le quieren bajar la caña | Marcos     |                    | |                                                                                          |
| ?   | Coreano acosador                     | Sandra     | 'Coreano'          | Dos mujeres demandan a un coreano, que asiste con su abogado Rubén, por baboso. Sandra explica que cuando realiza compras el hombre la observa y "le dice cosas". Durante el juicio el hombre obsverva a la mujer y el juez se enoja. El coreano alega que las mujeres lo provocan, y les dice "putah" el juez se enoja y los obliga a retirarse. | Fallo a favor de las dos mujeres.                                                        |
| ?   | Cachito de nuevo en la corte         | Ramona     | Cacho              | "Cachito" asiste por segunda vez al programa demandado por su Ramona, madre. Ramona señala que no "reconoce" a su hijo por la música que escucha. Claudia, su anterior pareja, estaba con el cuando tenía dinero. Él está disconforme con su situación de virginidad, lo que provoca una risa en el juez. El le pregunta si desea hacer algún cambio y la producción del programa lo disfraza según el juez como John Travolta, luego se vuelve a disfrazar con un saco y jeans y adopta otra postura. La madre lo acusa por la nueva postura adquirida. | Cacho es libre de hacer su vida, de cambiar su look y de mirar los programas que quiere. |

## Repercusiones
- Actualmente algunos casos son emitidos en Bendita en el segmento Benditos momentos. D'Alessandro es invitado como panelista a este ciclo.